# Ardisia gambleana
Ardisia gambleana är en viveväxtart som beskrevs av Caetano Xavier Furtado. Ardisia gambleana ingår i släktet Ardisia och familjen viveväxter. Inga underarter finns listade i Catalogue of Life.